# Wahlkreis Gela (Camera dei deputati)
Der Wahlkreis Gela war von 1993 bis 2005 und ist seit 2017 wieder ein Wahlkreis (italienisch collegio elettorale) für die Wahl der Abgeordnetenkammer.

## Von 1993 bis 2005

### Wahlkreisgebiet
Der Wahlkreis umfasste 5 Gemeinden (Butera, Gela, Mazzarino, Niscemi und Riesi).

### Wahlergebnisse

#### Parlamentswahl 1994

##### Direktstimmen
| Kandidaten               | Kandidaten                       | Parteien                                          | Stimmen | %    |
| ------------------------ | -------------------------------- | ------------------------------------------------- | ------- | ---- |
|                          | Angelo Antonio Biancogewählt     | Polo del Buon Governo (FI – AN – CCD – UdC – PLD) | 28.552  | 40,0 |
|                          | Concetta Giuseppa Rita Battaglia | Progressisti                                      | 23.353  | 32,8 |
|                          | Francesco Emanuele Tilaro        | Intesa Democratica                                | 6.122   | 8,6  |
|                          | Salvatore Minardi                | Patto per l’Italia                                | 5.967   | 8,4  |
|                          | Emanuele Leopardi                | Solidarietà Occupazione Sviluppo                  | 4.090   | 5,7  |
|                          | Serafina Catalano                | Mediterraneo                                      | 3.207   | 4,5  |
| Gesamt                   | Gesamt                           | Gesamt                                            | 71.291  | 100  |
|                          |                                  |                                                   |         |      |
| Ungültige Stimmen        | Ungültige Stimmen                | Ungültige Stimmen                                 | 10.276  | 12,6 |
| Wähler                   | Wähler                           | Wähler                                            | 81.567  | 71,8 |
| Wahlberechtigte          | Wahlberechtigte                  | Wahlberechtigte                                   | 113.674 |      |
|                          |                                  |                                                   |         |      |
| Quelle: Innenministerium |                                  |                                                   |         |      |

##### Listenstimmen
| Parteien                    | Parteien                         | Parteien                           | Stimmen | %    |
| --------------------------- | -------------------------------- | ---------------------------------- | ------- | ---- |
|                             | Polo del Buon Governo            | Forza Italia                       | 20.828  | 29,5 |
| Alleanza Nazionale          | Polo del Buon Governo            | 9.920                              | 14,0    |      |
| ↳ Gesamt                    | Polo del Buon Governo            | 30.748                             | 43,5    |      |
|                             | Progressisti                     | Partito Democratico della Sinistra | 18.338  | 25,9 |
| La Rete                     | Progressisti                     | 5.218                              | 7,4     |      |
| Partito Socialista Italiano | Progressisti                     | 1.626                              | 2,3     |      |
| Federazione dei Verdi       | Progressisti                     | 658                                | 0,9     |      |
| Alleanza Democratica        | Progressisti                     | 650                                | 0,9     |      |
| ↳ Gesamt                    | Progressisti                     | 26.490                             | 37,5    |      |
|                             | Patto per l’Italia               | Partito Popolare Italiano          | 5.719   | 8,1  |
| Patto Segni                 | Patto per l’Italia               | 2.124                              | 3,0     |      |
| ↳ Gesamt                    | Patto per l’Italia               | 7.843                              | 11,1    |      |
|                             | Solidarietà Occupazione Sviluppo | Solidarietà Occupazione Sviluppo   | 1.970   | 2,8  |
|                             | Lista Marco Pannella             | Lista Marco Pannella               | 1.909   | 2,7  |
|                             | Mediterraneo                     | Mediterraneo                       | 1.422   | 2,0  |
|                             | Socialdemocrazia per le Libertà  | Socialdemocrazia per le Libertà    | 339     | 0,5  |
| Gesamt                      | Gesamt                           | Gesamt                             | 70.721  | 100  |
|                             |                                  |                                    |         |      |
| Ungültige Stimmen           | Ungültige Stimmen                | Ungültige Stimmen                  | 10.846  | 13,3 |
| Wähler                      | Wähler                           | Wähler                             | 81.567  | 71,8 |
| Wahlberechtigte             | Wahlberechtigte                  | Wahlberechtigte                    | 113.674 |      |
|                             |                                  |                                    |         |      |
| Quelle: Innenministerium    |                                  |                                    |         |      |

#### Parlamentswahl 1996

##### Direktstimmen
| Kandidaten               | Kandidaten                     | Parteien            | Stimmen | %    |
| ------------------------ | ------------------------------ | ------------------- | ------- | ---- |
|                          | Federico Gugliemo Lentogewählt | L’Ulivo             | 35.347  | 55,4 |
|                          | Angelo Antonio Blanco          | Polo per le Libertà | 24.598  | 38,6 |
|                          | Giuseppe Mongelli              | Fiamma Tricolore    | 3.845   | 6,0  |
| Gesamt                   | Gesamt                         | Gesamt              | 63.790  | 100  |
|                          |                                |                     |         |      |
| Ungültige Stimmen        | Ungültige Stimmen              | Ungültige Stimmen   | 10.455  | 14,1 |
| Wähler                   | Wähler                         | Wähler              | 74.245  | 63,7 |
| Wahlberechtigte          | Wahlberechtigte                | Wahlberechtigte     | 116.549 |      |
|                          |                                |                     |         |      |
| Quelle: Innenministerium |                                |                     |         |      |

##### Listenstimmen
| Parteien                                          | Parteien                                   | Parteien                                   | Stimmen | %    |
| ------------------------------------------------- | ------------------------------------------ | ------------------------------------------ | ------- | ---- |
|                                                   | Polo per le Libertà                        | Forza Italia                               | 15.440  | 24,6 |
| Alleanza Nazionale                                | Polo per le Libertà                        | 7.937                                      | 12,7    |      |
| CCD – CDU                                         | Polo per le Libertà                        | 4.162                                      | 6,6     |      |
| ↳ Gesamt                                          | Polo per le Libertà                        | 27.539                                     | 43,9    |      |
|                                                   | L’Ulivo                                    | Partito Democratico della Sinistra         | 15.294  | 24,4 |
| Popolari per Prodi (PPI – SVP – PRI – UD – Prodi) | L’Ulivo                                    | 5.297                                      | 8,4     |      |
| Rinnovamento Italiano                             | L’Ulivo                                    | 2.560                                      | 4,1     |      |
| Federazione dei Verdi                             | L’Ulivo                                    | 624                                        | 1,0     |      |
| ↳ Gesamt                                          | L’Ulivo                                    | 23.775                                     | 37,9    |      |
|                                                   | Partito della Rifondazione Comunista       | Partito della Rifondazione Comunista       | 6.071   | 9,7  |
|                                                   | Lista Pannella – Sgarbi                    | Lista Pannella – Sgarbi                    | 1.947   | 3,1  |
|                                                   | Fiamma Tricolore                           | Fiamma Tricolore                           | 1.790   | 2,9  |
|                                                   | Noi Siciliani – Fronte Nazionale Siciliano | Noi Siciliani – Fronte Nazionale Siciliano | 1.016   | 1,6  |
|                                                   | Partito Socialista                         | Partito Socialista                         | 253     | 0,4  |
|                                                   | Rinnovamento                               | Rinnovamento                               | 219     | 0,3  |
|                                                   | Federalisti Liberali                       | Federalisti Liberali                       | 130     | 0,2  |
| Gesamt                                            | Gesamt                                     | Gesamt                                     | 62.740  | 100  |
|                                                   |                                            |                                            |         |      |
| Ungültige Stimmen                                 | Ungültige Stimmen                          | Ungültige Stimmen                          | 11.317  | 15,3 |
| Wähler                                            | Wähler                                     | Wähler                                     | 74.057  | 63,5 |
| Wahlberechtigte                                   | Wahlberechtigte                            | Wahlberechtigte                            | 116.549 |      |
|                                                   |                                            |                                            |         |      |
| Quelle: Innenministerium                          |                                            |                                            |         |      |

#### Parlamentswahl 2001

##### Direktstimmen
| Kandidaten               | Kandidaten                            | Parteien           | Stimmen | %    |
| ------------------------ | ------------------------------------- | ------------------ | ------- | ---- |
|                          | Giacomo Angelo Rosario Venturagewählt | Casa delle Libertà | 32.257  | 45,9 |
|                          | Calogero Arturo Giorgio Speziale      | L’Ulivo            | 28.347  | 40,3 |
|                          | Guido Cirignotta                      | Democrazia Europea | 5.452   | 7,8  |
|                          | Carmelo Trainito                      | Lista Di Pietro    | 4.270   | 6,1  |
| Gesamt                   | Gesamt                                | Gesamt             | 70.326  | 100  |
|                          |                                       |                    |         |      |
| Ungültige Stimmen        | Ungültige Stimmen                     | Ungültige Stimmen  | 7.198   | 9,3  |
| Wähler                   | Wähler                                | Wähler             | 77.524  | 65,4 |
| Wahlberechtigte          | Wahlberechtigte                       | Wahlberechtigte    | 118.472 |      |
|                          |                                       |                    |         |      |
| Quelle: Innenministerium |                                       |                    |         |      |

##### Listenstimmen
| Parteien                               | Parteien                             | Parteien                             | Stimmen | %    |
| -------------------------------------- | ------------------------------------ | ------------------------------------ | ------- | ---- |
|                                        | Casa delle Libertà                   | Forza Italia                         | 21.875  | 32,0 |
| Alleanza Nazionale                     | Casa delle Libertà                   | 5.738                                | 8,4     |      |
| CCD – CDU                              | Casa delle Libertà                   | 3.484                                | 5,1     |      |
| Nuovo PSI                              | Casa delle Libertà                   | 993                                  | 1,5     |      |
| ↳ Gesamt                               | Casa delle Libertà                   | 32.090                               | 47,0    |      |
|                                        | L’Ulivo                              | Democratici di Sinistra              | 9.075   | 13,3 |
| La Margherita (Dem – PPI – RI – Udeur) | L’Ulivo                              | 6.641                                | 9,7     |      |
| Partito dei Comunisti Italiani         | L’Ulivo                              | 5.256                                | 7,7     |      |
| Il Girasole (FdV – SDI)                | L’Ulivo                              | 1.621                                | 2,4     |      |
| ↳ Gesamt                               | L’Ulivo                              | 22.593                               | 33,1    |      |
|                                        | Democrazia Europea                   | Democrazia Europea                   | 6.225   | 9,1  |
|                                        | Partito della Rifondazione Comunista | Partito della Rifondazione Comunista | 2.991   | 4,4  |
|                                        | Lista Di Pietro                      | Lista Di Pietro                      | 2.944   | 4,3  |
|                                        | Lista Emma Bonino                    | Lista Emma Bonino                    | 1.172   | 1,7  |
|                                        | Paese Nuovo                          | Paese Nuovo                          | 226     | 0,3  |
|                                        | Abolizione Scorporo                  | Abolizione Scorporo                  | 57      | 0,1  |
| Gesamt                                 | Gesamt                               | Gesamt                               | 68.298  | 100  |
|                                        |                                      |                                      |         |      |
| Ungültige Stimmen                      | Ungültige Stimmen                    | Ungültige Stimmen                    | 9.226   | 11,9 |
| Wähler                                 | Wähler                               | Wähler                               | 77.524  | 65,4 |
| Wahlberechtigte                        | Wahlberechtigte                      | Wahlberechtigte                      | 118.472 |      |
|                                        |                                      |                                      |         |      |
| Quelle: Innenministerium               |                                      |                                      |         |      |

## Von 2017 bis 2020

### Wahlkreisgebiet
Der Wahlkreis umfasste Gemeinden: 

### Wahlergebnisse

#### Parlamentswahl 2018
| Kandidaten               | Kandidaten                  | Stimmen | %    | Listen                         | Stimmen | %    |
| ------------------------ | --------------------------- | ------- | ---- | ------------------------------ | ------- | ---- |
|                          | Dedalo Pignatonegewählt     | 52.891  | 47,3 | Movimento 5 Stelle             | 52.891  | 47,3 |
|                          | Giuseppe Federico           | 39.733  | 35,5 | Forza Italia                   | 24.141  | 21,6 |
| Lega                     | Giuseppe Federico           | 39.733  | 35,5 | 8.021                          | 7,2     |      |
| Fratelli d’Italia        | Giuseppe Federico           | 39.733  | 35,5 | 5.017                          | 4,5     |      |
| Noi con l’Italia – UDC   | Giuseppe Federico           | 39.733  | 35,5 | 2.554                          | 2,3     |      |
|                          | Grazia Santina Augello      | 13.033  | 11,6 | Partito Democratico            | 10.726  | 9,6  |
| Italia Europa Insieme    | Grazia Santina Augello      | 13.033  | 11,6 | 1.063                          | 0,9     |      |
| +Europa                  | Grazia Santina Augello      | 13.033  | 11,6 | 995                            | 0,9     |      |
| Civica Popolare          | Grazia Santina Augello      | 13.033  | 11,6 | 249                            | 0,2     |      |
|                          | Franca Gennuso              | 3.249   | 2,9  | Liberi e Uguali                | 3.249   | 2,9  |
|                          | Paola Guastella Sefora      | 1.650   | 1,5  | Il Popolo della Famiglia       | 1.650   | 1,5  |
|                          | Vincenzo Giuliana           | 619     | 0,6  | Potere al Popolo!              | 619     | 0,6  |
|                          | Salvatore Lupica            | 410     | 0,4  | CasaPound Italia               | 410     | 0,4  |
|                          | Claudia Graziella Cristaldi | 320     | 0,3  | Italia agli Italiani (FT – FN) | 320     | 0,3  |
| Gesamt                   | Gesamt                      | 111.905 | 100  |                                | 111.905 | 100  |
|                          |                             |         |      |                                |         |      |
| Ungültige Stimmen        | Ungültige Stimmen           | 3.598   | 3,1  |                                |         |      |
| Wähler                   | Wähler                      | 115.503 | 60,4 |                                |         |      |
| Wahlberechtigte          | Wahlberechtigte             | 191.212 |      |                                |         |      |
|                          |                             |         |      |                                |         |      |
| Quelle: Innenministerium |                             |         |      |                                |         |      |

## Seit 2020

### Wahlkreisgebiet
| Wahlkreise – Camera dei deputati – Autonome Region Sizilien | Wahlkreise – Camera dei deputati – Autonome Region Sizilien | Wahlkreise – Camera dei deputati – Autonome Region Sizilien                                                                                   |
| Provinz                                                     | Provinz                                                     | Gemeinden nach Provinzen ⮞ Wahlkreis |
| ----------------------------------------------------------- | ----------------------------------------------------------- | --- |
|                                                             | Metropolitanstadt Catania (58 Gemeinden)                    | 9 ⮞ Wahlkreis Catania 34 ⮞ Wahlkreis Acireale 15 ⮞ Wahlkreis Ragusa                                                                           |
|                                                             | Metropolitanstadt Messina (108 Gemeinden)                   | 48 ⮞ Wahlkreis Messina 60 ⮞ Wahlkreis Barcellona Pozzo di Gotto                                                                               |
|                                                             | Metropolitanstadt Palermo (82 Gemeinden)                    | 1 + Teil Palermos ⮞ Wahlkreis Palermo – Settecannoli 21 + Teil Palermos ⮞ Wahlkreis Palermo – Resuttana – San Lorenzo 59 ⮞ Wahlkreis Bagheria |
|                                                             | Provinz Agrigent (43 Gemeinden)                             | 36 ⮞ Wahlkreis Agrigent 7 ⮞ Wahlkreis Gela |
|                                                             | Provinz Caltanissetta (22 Gemeinden)                        | 21 ⮞ Wahlkreis Gela 1 ⮞ Wahlkreis Ragusa |
|                                                             | Provinz Enna (20 Gemeinden)                                 | alle ⮞ Wahlkreis Barcellona Pozzo di Gotto |
|                                                             | Provinz Ragusa (12 Gemeinden)                               | alle ⮞ Wahlkreis Ragusa |
|                                                             | Provinz Syrakus (21 Gemeinden)                              | alle ⮞ Wahlkreis Syrakus |
|                                                             | Provinz Trapani (24 Gemeinden)                              | alle ⮞ Wahlkreis Marsala |

Der Wahlkreis umfasst 28 Gemeinden:
- 21 Gemeinden der Provinz Caltanissetta;
- 7 Gemeinden der Provinz Agrigent.

### Wahlergebnisse

#### Parlamentswahl 2022
| Kandidaten                          | Kandidaten                        | Stimmen | %    | Listen                                                  | Stimmen | %    |
| ----------------------------------- | --------------------------------- | ------- | ---- | ------------------------------------------------------- | ------- | ---- |
|                                     | Michela Vittoria Brambillagewählt | 43.205  | 35,1 | Fratelli d’Italia                                       | 20.663  | 16,8 |
| Forza Italia                        | Michela Vittoria Brambillagewählt | 43.205  | 35,1 | 15.883                                                  | 12,9    |      |
| Lega per Salvini Premier            | Michela Vittoria Brambillagewählt | 43.205  | 35,1 | 5.745                                                   | 4,7     |      |
| Noi Moderati                        | Michela Vittoria Brambillagewählt | 43.205  | 35,1 | 914                                                     | 0,7     |      |
|                                     | Dedalo Pignatone                  | 35.097  | 28,5 | Movimento 5 Stelle                                      | 35.097  | 28,5 |
|                                     | Martina Riggi                     | 19.062  | 15,5 | Partito Democratico – Italia Democratica e Progressista | 14.811  | 12,0 |
| +Europa                             | Martina Riggi                     | 19.062  | 15,5 | 1.837                                                   | 1,5     |      |
| Alleanza Verdi e Sinistra           | Martina Riggi                     | 19.062  | 15,5 | 1.582                                                   | 1,3     |      |
| Impegno Civico – Centro Democratico | Martina Riggi                     | 19.062  | 15,5 | 832                                                     | 0,7     |      |
|                                     | Giampiero Modaffari               | 11.773  | 9,6  | Sud chiama Nord                                         | 11.773  | 9,6  |
|                                     | Emanuele Maganuco                 | 10.060  | 8,2  | Azione – Italia Viva                                    | 10.060  | 8,2  |
|                                     | Rossella Alfieri                  | 1.676   | 1,4  | Italexit per l’Italia                                   | 1.676   | 1,4  |
|                                     | Alberto Lombardo                  | 1.271   | 1,0  | Italia Sovrana e Popolare                               | 1.271   | 1,0  |
|                                     | Giuseppe Carusotto                | 837     | 0,7  | Unione Popolare                                         | 837     | 0,7  |
| Gesamt                              | Gesamt                            | 122.981 | 100  |                                                         | 122.981 | 100  |
|                                     |                                   |         |      |                                                         |         |      |
| Ungültige Stimmen                   | Ungültige Stimmen                 | 13.229  | 9,7  |                                                         |         |      |
| Wähler                              | Wähler                            | 136.210 | 56,2 |                                                         |         |      |
| Wahlberechtigte                     | Wahlberechtigte                   | 242.355 |      |                                                         |         |      |
|                                     |                                   |         |      |                                                         |         |      |
| Quelle: Innenministerium            |                                   |         |      |                                                         |         |      |